# Тейшейра, Винисиус Элиас
Винисиус Элиас Тейшейра (порт. Vinicius Elías Teixeira; род. 31 декабря 1977, Куяба), более известный как просто Винисиус (порт. Vinicius) — бразильский футболист, игрок в мини-футбол.

## Биография
Винисиус становился чемпионом Бразилии по мини-футболу сразу с тремя клубами: с «Атлетико Минейро» (1997), «Карлус-Барбозой» (2001) и «Ульброй» (2002). Сезон 1999—00 бразилец провёл в испанском «Бумеранг Интервью», однако никаких трофеев с ним не выиграл. В 2002 году Винисиус вернулся в Испанию и начал выступления за «Аскар Луго», а два года спустя перебрался в «Эль-Посо». Вместе с клубом из Мурсии он четырежды выиграл испанский чемпионат, брал национальные кубок и суперкубок, а в 2008 году дошёл до финала Кубка УЕФА по мини-футболу, где команда из Мурсии в серии пенальти уступила российскому «ВИЗ-Синаре». Во втором матче финала плей-офф чемпионата Испании 2008—09, где «Эль-Посо» оформило четвёртое в своей истории чемпионство, бразилец сумел забить в ворота своего бывшего клуба «Интер Мовистар» пять мячей. По итогам того сезона он был признан лучшим игроком Почётного дивизиона.
Летом 2011 года Винисиус перешёл в российский клуб «Динамо». Став в его составе чемпионом России, бразилец вернулся на родину и стал игроком «Интелли».
В составе сборной Бразилии по мини-футболу Винисиус стал чемпионом мира 2008. Бразилец отличился пятью забитыми мячами, в том числе в полуфинале против сборной России и финале против сборной Испании.

## Достижения
- Чемпион мира по мини-футболу 2008, 2012
- Чемпион России по мини-футболу 2012
- Чемпионат Бразилии по мини-футболу (3): 1997, 2001, 2002
- Кубок Бразилии по мини-футболу 2001
- Чемпионат Испании по мини-футболу (4): 2005-06, 2006-07, 2008-09, 2009-10
- Кубок Испании по мини-футболу (2): 2008, 2010
- Суперкубок Испании по мини-футболу (2): 2006, 2010